# انوکسیمون
انوکسیمون (انگلیسی: Enoximone) یک مهارکننده ایمیدازول فسفودی‌استراز است. این دارو در درمان نارسایی احتقانی قلب استفاده می‌شود و برای گیرنده فسفودی‌استراز ۳ انتخابی است.